# Stonogobiops yasha
Stonogobiops yasha es una especie de peces de la familia de los Gobiidae en el orden de los Perciformes.

## Morfología
- Las hembras pueden alcanzar los 4,7 cm de longitud total.
- Número de vértebras: 27.[1]

## Hábitat
Es un pez de Mar y, de clima tropical y demersal que vive entre 15-40 m de profundidad.

## Distribución geográfica
Se encuentran en Indonesia, el Japón (incluyendo las Islas Ryukyu), Nueva Caledonia y República de Palau.

## Observaciones
Es inofensivo para los humanos. 